# Elkmont, Alabama
Elkmont là một thị trấn thuộc quận Limestone, tiểu bang Alabama, Hoa Kỳ. Dân số năm 2009 là 556 người, mật độ đạt 132 người/km².